# Rio Loue (Isle)
Loue (Isle) (la Loa em occitan lemosin) é um rio localizado na França.